# Katjuša (ime)
Katjuša je žensko osebno ime.

## Izvor imena
Ime Katjuša je različica ženskega osebnega imena Katarina. Ime  je k nam prišlo iz ruskega jezikovnega področja, kjer je  Katjuša okrajšanka imena Katarina (rus. Екатерина).

## Pogostost imena
Po podatkih Statističnega urada Republike Slovenije je bilo na dan 31. decembra 2007 v Sloveniji število ženskih oseb z imenom Katjuša: 353.

## Osebni praznik
Osebe z imenom Katjuša lahko godujejo takrat kot osebe z imenom Katarina.